# Strážnice (Hodoníni járás)
Strážnice (magyarul: Sztrázsnice, németül: Straßnitz) település Csehországban, Hodoníni járásban. Strážnice Radějov, Sudoměřice, Kněždub, Vracov, Vnorovy, Tvarožná Lhota, Bzenec és Petrov településekkel határos. Lakosainak száma 5361 fő (2024. január 1.).

## Népesség
A település lakosságának változását az alábbi diagram mutatja:
| Lakosok száma | 4957 | 5217 | 5470 | 5421 | 6181 | 5703 | 5614 | 5560 | 5341 | 5361 |
|               | 1869 | 1900 | 1921 | 1961 | 1980 | 2011 | 2016 | 2019 | 2021 | 2024 |

## Története
1458 telén a Budán újonnan megválasztott Mátyás királyt itt adta át Podjebrád György váltságdíj és a lányának, Katalinnak tett házassági ígéret fejében a magyar küldöttségnek.